# أحادي كبريتيد الكربون
أحادي كبريتيد الكربون هو مركب كيميائي يُرمز له بالصيغة الكيميائية CS. هذا المركبالثنائي الذرة هو الشبيه الكبريتي لأحادي أكسيد الكربون، وهو غير مستقر (غير ثابت) سواءً كان صلباً أو سائلاً، ولكن يمكن أن يكون غاز في المختبر وفي الوسط بين النجمي.
هذا المركب يشبه أحادي أكسيد الكربون مع رابطة ثلاثية بين الكربون والكبريت، والتي تكون غير موجودة في أحادي أكسيد الكربون. فضلاً عن ذلك، فهو غير مستقر (غير ثابت) ولكن عادةً يتبلمر، مما يعكس مدى قوة الاستقرار بين الروابط الأحادية فيه.
يُرمز للبوليمرات المحتملة لهذا المركب  بالصيغة أدناه:
(CS)n
يمكن أن يعمل أيضاً كربيطة في بعض المعادن الانتقالية.